# Kamber
Kamber was, volgens Geoffrey van Monmouth, een mythologische koning van Cambria (Wales). Hij was de zoon van Brutus van Troje, en via die lijn afstammeling van Aeneas van Troje. Toen Brutus stierf werd Kamber heerser over het landsdeel dat naar hem is vernoemd, Cambria. Ruwweg komt dit gebied overeen met het huidige Wales, en de naam Cambria wordt nog steeds gebruikt in Welsh literatuur en journalistiek.
Kamber hielp zijn broer Locrinus in diens strijd tegen Humber, de koning der Hunnen. Deze strijd was een wraakoefening voor de moord op Kamber en Locrinus' jongere broer Albanactus.